# Estádio Nelson Mandela de Baraki
O Estádio Nelson Mandela de Baraki (em francês: Stade Nelson Mandela de Baraki, em árabe: ملعب نيلسون مانديلا) é um moderno estádio multiuso localizado em Baraki, comuna de Argel, capital da Argélia. Sua inauguração ocorreu oficialmente em 12 de janeiro de 2023, pois o estádio será uma das sedes oficiais do Campeonato das Nações Africanas de 2022, que será realizado no país entre janeiro e fevereiro desse ano. Sua capacidade máxima é de 40 784 espectadores.

## Homenagem
O nome do estádio renderá homenagem à Nelson Mandela, advogado e líder rebelde nacionalista sul-africano que serviu como o 1.º presidente da África do Sul entre 1994 e 1999, falecido em 2013.